# Lợn Duroc

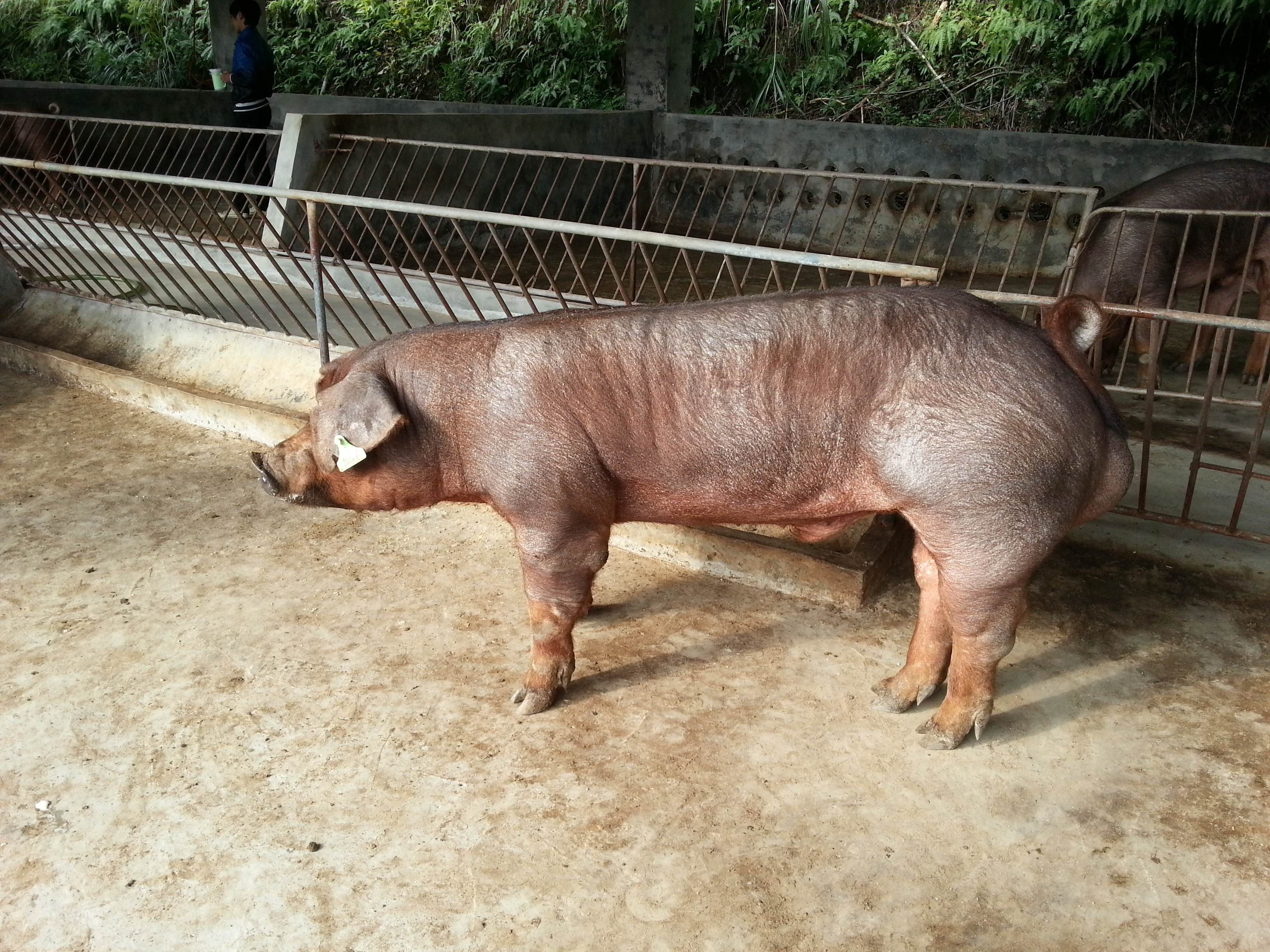
Lợn Duroc

Lợn Duroc hay còn được gọi là heo bò là giống lợn nhà có nguồn gốc từ Mỹ, đây là giống lợn cao sản cho năng suất thịt cao và đặc biệt là cho thịt lợn siêu nạc.